# Diaopu (sockenhuvudort i Kina, Jiangsu Sheng, lat 32,35, long 119,88)
Diaopu (kinesiska: 刁铺, 刁铺街道) är en sockenhuvudort i Kina. Den ligger i provinsen Jiangsu, i den östra delen av landet, omkring 110 kilometer öster om provinshuvudstaden Nanjing. Antalet invånare är 24 654. Befolkningen består av 12 716 kvinnor och 11 938 män. Barn under 15 år utgör 11,0 %, vuxna 15-64 år 75 %, och äldre över 65 år 13,0 %.
Runt Diaopu är det tätbefolkat, med 849 invånare per kvadratkilometer. Närmaste större samhälle är Taizhou, 16,2 km norr om Diaopu. Trakten runt Diaopu består till största delen av jordbruksmark.
Genomsnittlig årsnederbörd är 1 302 millimeter. Den regnigaste månaden är juli, med i genomsnitt 255 mm nederbörd, och den torraste är januari, med 30 mm nederbörd.